# Saufatu Sopoanga
Saufatu Sopoanga (Nukufetau, 22 de febrero de 1952-17 de diciembre de 2020) fue un político y diplomático de Tuvalu y su primer ministro entre 2002 y 2004.
Sopoaga fue elegido para el Parlamento en las elecciones generales de 2002. Se desempeñó como primer ministro , ministro de Relaciones Exteriores y ministro de Medio Ambiente.